# Rhizophagus remotus
Rhizophagus remotus is een keversoort uit de familie kerkhofkevers (Monotomidae). De wetenschappelijke naam van de soort werd in 1866 gepubliceerd door John Lawrence LeConte.